# Públio Sulpício Galba Máximo
Públio Sulpício Galba Máximo (em latim: Publius Sulpicius Galba Maximus) foi um político da gente Sulpícia da República Romana eleito cônsul por duas vezes, em 211 e 200 a.C., com Cneu Fúlvio Centúmalo Máximo e Caio Aurélio Cota respectivamente. Foi também nomeado ditador em 203 a.C.. Foi um dos principais generais romanos na Primeira (214–205 a.C.) e na Segunda Guerra Macedônica (200–197 a.C.).

## Segunda Guerra Púnica

### Primeiro consulado (211 a.C.)
Apesar de não ter exercido nenhuma outra função antes na magistratura romana, a crise da Segunda Guerra Púnica fez com que ele fosse eleito cônsul em 211 a.C. com Cneu Fúlvio Centúmalo Máximo. Os dois, logo que assumiram o cargo nos idos de março, convocaram o Senado no Capitólio para consultá-lo sobre a situação política, a condução da guerra e sobre os problemas nas províncias e no exército. Receberam ordens de recrutar reforços utilizando quaisquer meios que considerassem necessários para defender a cidade de Roma contra Aníbal, que marchava para atacar a cidade.
Segundo Políbio, já durante a retirada de Aníbal depois de seu fracassado ataque a Roma, Públio Sulpício, depois de ter destruído todas as pontes no Aniene, obrigou-o a tentar cruzar com seu exército enfrentando a correnteza e o atacou no momento de maior dificuldade. Porém, ele não conseguiu infligir-lhe uma derrota decisiva por causa do elevado número de cavaleiros, especialmente os cavaleiros númidas, particularmente hábeis naquele tipo de terreno. E depois de conseguirem recuperar dos cartagineses uma boa parte do butim e assassinado cerca de trezentos homens, ordenou a retirada ao seu próprio acampamento. Acreditando que os cartagineses estavam se retirando, decidiu segui-los mantendo uma distância segura.
Aníbal, que num primeiro momento havia ordenado uma marcha normal, quando soube que Cláudio Pulcro não havia levantado o cerco a Cápua, resolveu atacar Públio Sulpício, que vinha seguindo suas forças e, durante a noite, atacou seu acampamento. A batalha que seguiu foi uma nova derrota romana: muitos soldados foram mortos e alguns conseguiram se salvar refugiando-se numa colina bem defendida, o que fez com que Aníbal desistisse de atacá-la novamente.

### Proconsulado na Grécia (210–206 a.C.)

Mapa da Macedônia e regiões vizinhas por volta de 200 a.C.

Logo em seguida, a crise arrefeceu e Aníbal recuou para o sul da Itália e novas províncias foram sorteadas entre os cônsules. Embora ambos tenha sido nomeados para a Apúlia, o Senado, acreditando que Aníbal já não era uma ameaça tão grande, decretou que apenas um dos dois cônsules deveria permanecer ali e o outro seguiria para a Macedônia. Quando a sorte foi lançada, Galba foi nomeado procônsul da Macedônia como sucessor de Marco Valério Levino e deu sequência à Primeira Guerra Macedônica contra Filipe V, o rei macedônio, e seus aliados gregos da Liga Acaia.
Por conta de relatos exagerados que Levino havia feito sobre suas próprias conquistas durante seu mandato, Sulpício Galba recebeu ordens de debandar seu exército e manteve apenas uma legião e uma marinha de sócios, com dinheiro suficiente para garantir uma força bem provisionada. Dado o tamanho de suas forças, Sulpício não conseguiu fazer muito em 210 a.C., mas ele conseguiu o feito de liderar a primeira frota romana no mar Egeu, capturando Egina, que foi saqueada e entregue aos seus aliados da Liga Etólia. No mesmo ano, ele tentou, sem sucesso, liberar Equino, que estava cercada por Filipe V.
No ano seguinte (209 a.C.), seu proconsulado foi prorrogado por mais um ano, e sua província era a Grécia e a Macedônia. Além de se aliar à Liga Etólia, os romanos também conseguiram se aliar com Átalo I, do Reino de Pérgamo, contra Filipe. Galba forneceu 1 000 soldados para ajudar os etólios na Primeira Batalha de Lâmia enquanto ele próprio se manteve acampado em Naupacto. Quando Filipe apareceu em Dime em sua marcha contra Elis, Galba havia acabado de aportar quinze de seus navios na costa norte do Peloponeso para saquear e arrasar a região. Porém, a chegada súbita de Filipe obrigou os romanos a retornarem para seu acampamento em Naupacto. Quando Filipe foi forçado a retornar para a Macedônia, que estava sob a ameaça de ser invadida por tribos vizinhas, Galba navegou para Egina e se juntou à frota de Átalo I e ambos invernaram ali.
Na primavera de 208 a.C., Galba e Átalo lideraram sua frota combinada de sessenta navios e seguiram para Lemnos enquanto Filipe reunia todos os seus recursos para se preparar para o ataque. Átalo atacou Pepareto e depois cruzou com Galba para Niceia. De lá, ambos seguiram para a Eubeia para atacar a cidade de Oreus, que estava sendo defendida por uma guarnição macedônia. Porém, a cidade se rendeu voluntariamente a Galba depois de uma traição interna. Encorajado por esta conquista fácil, Galba tentou também tomar Cálcis, que se mostrou um objetivo muito mais difícil. Por isso, ele seguiu para Cino, uma cidade portuária da Lócrida. Com Átalo empurrado de volta para a Ásia Menor, Galba voltou para Egina e permaneceu na Grécia o resto de seu proconsulado, sem oferecer quase nenhuma ajuda à Liga Etólia em sua guerra contra Filipe. Em 205 a.C., ele foi substituído na posição de procônsul na Grécial por Públio Semprônio Tuditano.

### Ditadura (203 a.C.)
Em 203 a.C., Sulpício Galba foi nomeado ditador e escolheu Marco Servílio Púlex Gêmino como seu mestre da cavalaria (magister equitum). Sua primeira missão foi convocar a Assembleia das centúrias para a realização das eleições e, possivelmente, impedir que o cônsul Cneu Servílio Cepião cruzasse para o norte da África para enfrentar Aníbal convocando-o a Roma. Ele passou também o resto do ano investigando cidades e indivíduos importantes que haviam sido alienados durante a guerra contra Cartago.

## Segunda Guerra Macedônica

### Segundo consulado (200 a.C.)
Em 200 a.C., foi eleito cônsul novamente, desta vez com Caio Aurélio Cota. Durante seu mandato, lutou para que a guerra contra Filipe V da Macedônia fosse reiniciada, apesar da paz firmada no Tratado da Fenícia, cinco anos antes. A população romana, por outro lado, não estava nem um pouco contente com uma nova guerra sendo travada antes que a destruição provada pela guerra contra Cartago fosse recuperada. Mas o Senado e Galba conseguiram seu intento e a Segunda Guerra Macedônica foi iniciada. Quando os cônsules sortearam suas províncias, Galba conseguiu a Macedônia.
Ele recebeu permissão para recrutar no exército que Cipião, o Africano, havia trazido de volta da África todos os que estivessem dispostos a servir alguém, mas nenhum dos veteranos se sentiu compelido a fazê-lo. Depois de ter selecionado seus homens e navios, Galba partiu de Brundísio e desembarcou em Apolônia, planejando invadir a Macedônia pelo oeste. Ao chegar, encontrou-se com alguns embaixadores atenienses, que lhe pediram proteção contra os macedônios, e ele imediatamente enviou Caio Cláudio Centão com 20 navios e 1 000 homens para ajudá-los. Mas como já se aproximava o outono quando Galba chegou à sua província, ele invernou perto de Apolônia.
Na primavera do ano seguinte, Galba avançou com seu exército através do território dos dassarécios, recebendo a rendição de todas as cidades e vilas em seu caminho, com poucas tendo que ser tomadas, facilmente, à força. Tanto Filipe quanto Galba ignoravam os movimentos um do outro até grupos de batedores macedônios e romanos se encontraram por acidente, resultando numa escaramuça. Perto dos passos de Eordaia, os dois exércitos acamparam a pouca distância um do outro e vários pequenos confrontos se seguiram, um dos quais resultando em considerável perda para os romanos. Logo depois ocorreu um combate de cavalaria, no qual os romanos foram novamente derrotados, mas os macedônios, ansiosos para perseguir o inimigo, viram-se repentinamente sob ataque pelos dois flancos e foram forçados à recuar numa ação na qual Filipe quase perdeu a vida.
Imediatamente depois desta derrota, Filipe enviou um mensageiro a Galba para pedir uma trégua; o comandante romano adiou a resposta até o dia seguinte, mas, durante a noite, Filipe e seu exército secretamente abandonaram o acampamento se que os romanos pudessem perceber a direção seguida por Filipe. Depois de permanecer no local por mais alguns dias, Galba marchou até Pluvina e acampou ali, às margens do rio Osfago, não muito longe de onde Filipe havia acampado. Dali, Galba investiu seu tempo consolidando seu domínio sobre o território e tomando diversas cidades, mas sem enfrentar Filipe diretamente em combate.
No outono, Galba voltou com seu exército para Apolônia. Embora a campanha tenha sido considerada um sucesso militar menor, foi o suficiente para convencer a Liga Etólia a se juntar novamente aos romanos.

### Final da guerra
Em 199 a.C., a Macedônia foi escolhida como província do cônsul Públio Vílio Tápulo e Galba retornou para Roma. Em 198 a.C., ele e Tápulo foram nomeados legados de Tito Quíncio Flaminino na Macedônia.

## Anos finais
Em 196 a.C., quando foi decretado em Roma que dez comissários senatoriais seriam enviados para ajudar Flamínio a resolver a situação política na Grécia e para acertar um tratado entre Roma e a Macedônia, Galba e Tápulo receberam ordens para serem dois deles. Em 195 a.C., é possível que ele tenha acompanhado Tápulo em sua missão de preparar um relato sobre movimentos agressivos de Antíoco III, o Grande, do Império Selêucida.
Três anos depois, Galba foi enviado como embaixador ao mesmo Antíoco junto com Tápulo. Eles primeiro pararam para discutir a situação com Eumenes II de Pérgamo, como lhes fora ordenado, e lá o rei aconselhou os romanos a atacarem Antíoco imediatamente. Enquanto estava em Pérgamo, Galba adoeceu e, assim que se recuperou, os dois foram até Éfeso, onde encontraram, ao invés de Antíoco, Minião, que havia recebido plenos poderes de Antíoco para negociar com os romanos. Depois de fracassadas tentativas de acordo, Galba voltou para Roma e o Senado decidiu decidiu declarar guerra contra Antíoco III, dando início à Guerra romano-síria.